# Pocatello
Pocatello är den femte största staden i den amerikanska delstaten Idaho med cirka 56 000 invånare. Mormonkyrkan har ett starkt fäste här, och ungefär hälften av stadens invånare är mormoner. 
Staden är belägen i sydöstra Idaho och här ligger Idaho State University. Här finns även tre gymnasieskolor: Century High School, Pocatello High School och Highland High School. 
Utomhussporter såsom skidåkning, bergsklättring och snowboardåkning är populära. 
Staden omges av Klippiga bergen, och floden Snake River flyter förbi här.